# Saccoploca
Saccoploca is een geslacht van vlinders van de familie Uraniavlinders (Uraniidae), uit de onderfamilie Epipleminae.

## Soorten
- S. brevimargo Warren, 1907
- S. brunneata Dognin, 1911
- S. consimilis Warren, 1904
- S. divergens Warren, 1904
- S. excisa Warren, 1904
- S. hendida Dognin, 1896
- S. illecta Druce
- S. sordida Warren, 1904
- S. strigaria Jones, 1921